# Šmarca
Šmarca je naselje v Občini Kamnik.
Šmarca je obcestno naselje na desnem bregu Kamniške Bistrice. Na severu se stika z Duplico, na jugu pa z Nožicami. Urbanizirano naselje ima ulični sistem. Sklenjene njive se širijo preko regionalne železniške proge Ljubljana-Kamnik na zahod do ceste Mengeš-Kamnik. V kraju je več prodajaln, gostišč in obrtnih delavnic. Župnijska cerkev sv. Mavricija je prvič  omenjena leta 1359.

## Izvor krajevnega imena
Krajevno ime je izpeljano iz šent Mavricij, po imenu krajevne župnijske cerkve. Iz prvotnega množinskega prebivalskega imena Šentmávrci, Šntmávrci, Šmárci, ki je bilo občuteno kot mestnik ednine a-jevske osnove, zato se imenovalnik danes glasi Šmárca. V arhivskih listinah se kraj prvič omenja leta 1359 kot Mauricz. 